# Jakob Ferdinand Sypko Domela Nieuwenhuis Nyegaard

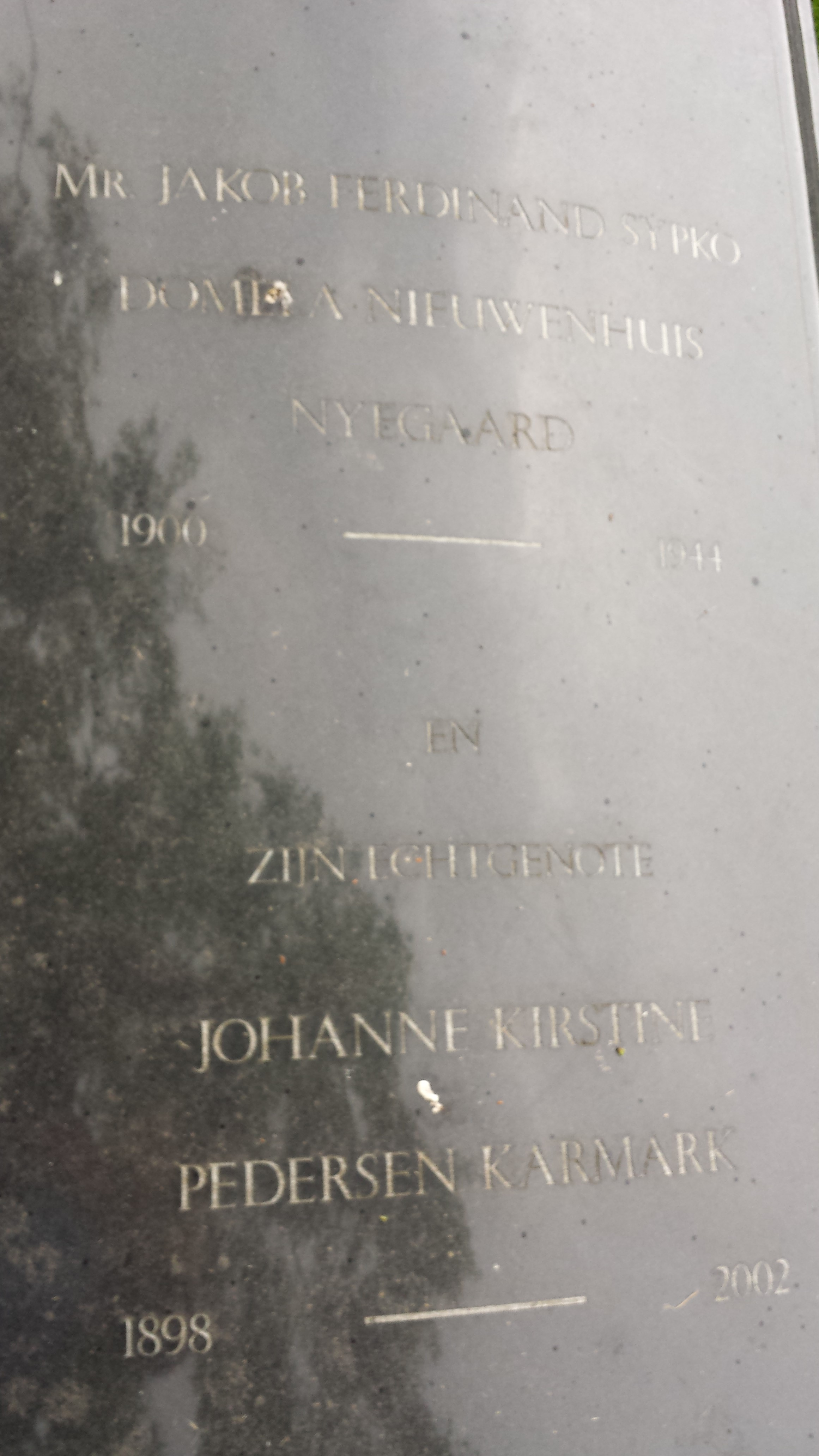
Graf van Jacob Ferdinand Sijpko Domela Nieuwenhuis Nyegaard op de Zuiderbegraafplaats, Groningen (2014)

Jacob Ferdinand Sypko Nyegaard (Koo) Domela Nieuwenhuis (Odijk, 4 februari 1900 – Groningen, 25 september 1944) was een Nederlands verzetsstrijder in de Tweede Wereldoorlog.  Voor die oorlog had hij de functies advocaat, procureur en politicus.

## Personalia
Hij is lid van de familie Domela Nieuwenhuis. Hij is zoon van predikant Jan Derk Domela Nieuwenhuis Nyegaard en Andrea Elisabeth Hermina Sijpkens. Zelf huwde hij in 1928 met de Deense Johanne Kirstine Pedersen Karmark uit Laurbjerg.

## Professioneel
Zijn beroep was advocaat en procureur. Hij woonde in het huis op de hoek Pelsterstraat en Kleine Pelsterstraat en was lid van de Christelijke Historische Unie (CHU). 
Hij werd in 1934 raadslid van de gemeente Groningen voor die CHU tot 1935 en kwam opnieuw in de Raad in 1937 tot 1941 wanneer de raad buiten werking werd gesteld door de bezetters.  

## Verzet
Koo is vanaf 1933 al fel anti-NSB. In zijn woning aan de Pelsterstraat verborg hij vijf Joodse onderduikers. De Duitsers kwamen erachter en op 25 september 1944 viel een arrestatieteam het huis binnen. Domela Nieuwenhuis Nyegaard ontsnapte maar werd direct op straat doodgeschoten door SD'er Georg Wensel Nieswaag.
De vader van Koo Domela Nieuwenhuis Nyegaard, Jan Derk was aanwezig bij de inval, schold na de moord op de Duitsers en is daarom opgepakt, en overgebracht naar het Scholtenhuis en verbannen naar Schiermonnikoog. Zijn moeder werd met kinderen en al op straat gezet. 
Domela Nieuwenhuis Nyegaard staat vermeld op de plaquette in het Academiegebouw RUG, op de plaquette Groninger Rechtbank en stadhuis Groningen.